# 定西站
定西站是一个陇海线上的铁路车站，位于甘肃省定西市安定区城关镇，建于1952年，目前为三等站，邮政编码为743000。目前客运：办理旅客乘降；行李、包裹托运；货运：办理整车、零担、集装箱货物发到；办理整车货物承运前保管；不办理罐装危险货物发到。

## 車站周邊
- 西锦大酒店
- 定西汽车北站
- 中国建设银行民主街支行
- 中国邮政定西市邮政局
- 安定区北关小学
- 中国太平洋保险集团股份有限公司定西分公司
- 农村商业银行东河分社